# 清家雪子
清家 雪子（せいけ ゆきこ）は、日本の漫画家。
漫画版『秒速5センチメートル』や『まじめな時間』などの作品で知られ、2013年から2019年まで『月刊アフタヌーン』（講談社）誌上で『月に吠えらんねえ』を連載。

## 来歴
愛知県出身。漫画家を志す前は、日本史の研究者を目指して大学院で日本中近世史を専攻していた。そのことが、資料の収集や読み込みに活かされているという。
月刊漫画誌『アフタヌーン』主催「アフタヌーン四季賞」の2000年夏のコンテストにて、応募作の『孤陋』（ころう）が大賞を獲得（当時23歳）。のち、新海誠のアニメーション映画『秒速5センチメートル』の漫画化作品にあたる同名の漫画『秒速5センチメートル』を『アフタヌーン』誌上で2010年7月号から連載。これがデビュー作となった。同作は翌2011年末ごろまでに累計13万部の売り上げを記録。
2013年から第3作目にあたる『月に吠えらんねえ』を同誌11月号より連載。翌2014年に1巻・2巻がそれぞれ4月・10月に単行本化されている。萩原朔太郎、北原白秋、三好達治、室生犀星など近代詩歌をモチーフとした作品で詩壇からも注目される。
2017年、『月に吠えらんねえ』で第20回文化庁メディア芸術祭マンガ部門新人賞受賞。

## 作品
出典：Amazon.co.jp
- 『秒速5センチメートル』（講談社）、全2巻
- 『まじめな時間（1）』（2012年・講談社） ISBN 978-4-06-387823-3
- 『まじめな時間（2）』（2012年・講談社） ISBN 978-4-06-387840-0
- 『月に吠えらんねえ』（講談社）、全11巻